# Entodon virens
Entodon virens är en bladmossart som beskrevs av Mitten 1869. Entodon virens ingår i släktet Entodon och familjen Entodontaceae. Inga underarter finns listade i Catalogue of Life.